# أتمنى لو كنت هنا (رواية)
أتمنى لو كنت هنا (بالإنجليزية: Wish You Were Here)‏ هي رواية للكاتب الإنجليزي غراهام سويفت، نشرت عام 2011، عن دار نشر بيكادور.